# SYM2081
(2S,4R)-4-метилглутамінова кислота ((2S,4R)-4-Methylglutamic acid, SYM2081) — сильний та високоселективний агоніст каїнатних рецепторів, з меншою активністю на АМРА- та NMDA-рецепторах. Окрім того, у високих концентраціях здатний інгібіювати роботу транспортера збуджуючих амінокислот ЕААТ2.